# Karl-Wilhelm Ohlms
Karl-Wilhelm Ohlms (* 21. Mai 1954) ist ein deutscher Konteradmiral a. D. In seiner letzten Verwendung war er Abteilungsleiter Einsatzunterstützung im Marinekommando in Rostock.

## Militärische Laufbahn
Ohlms trat 1972 in den Dienst der Bundeswehr. Als Offizieranwärter der Crew VII/72 begann er seine Ausbildung zum Marineoffizier. Von 1973 bis 1976 schloss sich ein Studium der Wirtschafts- und Organisationswissenschaften an der Universität der Bundeswehr in Hamburg an (Abschluss Diplom-Kaufmann).
Von 1985 bis 1987 nahm Ohlms am 27. Admiralstabslehrgang an der Führungsakademie der Bundeswehr (Hamburg) teil.
Seine erste Admiralsverwendung hatte Ohlms als Chef des Stabes im Streitkräfteunterstützungskommando in Köln. Danach wurde Ohlms 2006 ins Bundesministerium der Verteidigung versetzt. Bis 2012 diente er dort als Stabsabteilungsleiter im Führungsstab der Marine. Von 2012 bis 2014 war Ohlms Verteidigungsattaché bei der Deutschen Botschaft in London. Von August 2014 bis Ende Januar 2017 war Ohlms Abteilungsleiter Einsatzunterstützung im Marinekommando in Rostock. Mit 31. März 2017 wurde er in den Ruhestand versetzt.

## Weitere Ämter und Mitgliedschaften
Bis zum 31. Mai 2020 war er Geschäftsführer der Deutschen Gesellschaft für Wehrtechnik. Seit 1996 ist er Mitglied des Rotary Clubs. Er war zeitweilig Präsident des RC Bonn-Museumsmeile.